# Padam Mobility
 (avril 2023).
Il peut être nécessaire de l'améliorer pour respecter le principe de neutralité de point de vue. Veuillez consulter la page de discussion pour plus de détails.

 (avril 2023).
Padam Mobility est une entreprise française qui développe des solutions de mobilité partagée, principalement de transport à la demande.
Créé en 2014 par trois ingénieurs de l'école polytechnique, Grégoire Bonnat, Ziad Khoury et Samir Naim et initialement incubée à Télécom ParisTech, elle édite des solutions SaaS basées sur l’intelligence artificielle pour permettre aux opérateurs, autorités organisatrices de transport et collectivités territoriales d'optimiser leurs services de transport à la demande. Les usagers réservent à l'avance ou en temps réel leur trajet via une application, un site internet ou un numéro spécial. Les trajets sont définis par un algorithme (d'intelligence artificielle) en fonction des demandes des usagers.
En 2016 est lancé « Padam Night », un  service de taxi collectif qui couvre la ville de Paris et sa proche banlieue pour se déplacer de nuit le week-end alors que la plupart des services de transport en commun sont arrêtés. En partenariat avec RATP Dev, la Padam Mobility démarre un service de transport à la demande partagé à Bristol appelé Slide.
En 2018, la start-up réalise une levée de fonds auprès de Siemens Mobility et entame une coopération avec sa filiale Hacon,.
En janvier 2019, le groupement Setec-Padam Mobility se voit attribuer par Île-de-France Mobilités la création d'un service régional de gestion et réservation de services de transport à la demande en grande couronne parisienne. Le service est progressivement mis en place à partir de l'été 2019 afin de répondre aux problématiques des communes franciliennes mal desservies en transports en commun,.